# مع حبي (روزي)
مع حبي، روزي (بالإنجليزية: Love, Rosie)‏ هو فيلم كوميديا رومانسية بريطاني من إخراج كريستيان ديتر وكتابة جولييت توهدي، مأخوذ من رواية أين تنتهي أقواس قزح (Where Rainbows End) للمؤلفة الأيرلندي سيسيليا أهيرن. الفيلم من بطولة ليلى كولينز وسام كلافلن بدور روزي دان واليكس ستيوارت على التوالي. الفيلم يتبع روزي واليكس اللذان يعشقان بعضهما ويحاولا أن يرتبطا لكن ظروف الحياة تقف عقبة بينهما.
بدأ تصوير الفيلم في شهر مايو 2013 في مدينة تورنتو قبل أن ينتقل التصوير إلى مدينة دبلن. عرض الفيلم لأول مرة في مهرجان فيلادلفيا السينمائي الدولي في 17 أكتوبر، 2014. تلقى مراجعات سلبية من النقاد الذين مدحوا التجذاب بين ليلى وسام لكنهم انتقدوا القصة «المبتذلة».

## روابط خارجية
- مع حبي، روزي على موقع IMDb (الإنجليزية)
- مع حبي، روزي على موقع ميتاكريتيك (الإنجليزية)
- مع حبي، روزي على موقع روتن توميتوز (الإنجليزية)
- مع حبي، روزي على موقع قاعدة بيانات الأفلام العربية
- مع حبي، روزي على موقع ألو سيني (الفرنسية)
- مع حبي، روزي على موقع أول موفي (الإنجليزية)
- مع حبي، روزي على موقع بوكس أوفيس موجو (الإنجليزية)
- مع حبي، روزي على موقع فيلمافينيتي (الإسبانية)
- مع حبي، روزي على موقع قاعدة بيانات الأفلام السويدية (السويدية)
- مع حبي، روزي على موقع قاعدة بيانات الفيلم (الإنجليزية)